# Anton Eberl
Anton Eberl (Viena, 13 de juny de 1765 - 11 de març de 1807) va ser un pianista i compositor austríac, fill d'un funcionari de la cort imperial.

## Biografia
Ja de ben petit mostrà un gran talent musical, fent les seves primeres actuacions com a pianista als set o vuit anys, en sales privades. Va rebre lliçons de Josef Anton Steffan i/o Georg Christoph Wagenseil i, des del 1778, sembla que fou alumne de Leopold Koželuh. Cap al final de la dècada dels 1770s, Anton fou forçat pel seu pare a estudiar Dret a la Universitat de Viena, però degut a una fallida familiar es veu obligat, per sort seva, a deixar els estudis i dedicar-se a donar classes de piano.
El 1781, amb només setze anys, escriu la seva primera òpera, Les Bohémiens (Die Zigeuner), estrenada a Viena, i seguida de cinc obres més fins a la meitat dels 1790s, entre les quals la Singspiel Die Marchande des Modes. Entre el 1783 i el 1785 escrigué tres simfonies, la última de les quals, en Do Major, presenta certes semblances amb la Simfonia núm. 35 "Haffner" de Mozart (1782) i per aquest motiu apareixia fins al 1944 com a obra d'aquest darrer.
Entre els 1784 i 1785, Eberl es presentà al Burgtheater de la Cort Imperial de Viena. En una ocasió conegué a Mozart i més tard -no sé sap en quines dates- esdevingué alumne seu. És per això que les seves composicions més primerenques foren sovint confoses amb l'estil de Mozart i publicades amb el seu nom, fet pel qual protestà públicament en dues ocasions, el 1798 i el 1805, reivindicant la seva autoria i l'ús abusiu que feien els editors de les seves obres i del nom de Wolfgang, ja difunt. Tot i això, la relació amb la família Mozart no s'afeblí després de la mort del compositor, ja que escrigué una cantata a la seva tomba i, més tard, l'hivern del 1795-1796, acompanyà la vídua Constanze i la seva germana Aloysia Lange en un viatge per Alemanya.
Altre cop a Viena, Eberl sembla no tenir cap perspectiva per ell mateix i la seva dona, Anna Maria Scheffler, amb la qual s'havia casat recentment, el 28 de març de 1796. Poc després de la unió es traslladren a Sant Petersburg. Un cop allà, Anton va procurar aconseguir una bona reputació com a mestre de piano i compositor, ja que dedicà bona part de les seves obres a la família del Tsar. Tres anys més tard, el 1799, tornen a Viena, on torna a provar sort amb l'òpera. Estrena Die Königin der schwarzen Inseln (1801) sense cap mena d'èxit, ja que l'obra surt de cartell després de només vuit representacions. Després d'això, el mateix any, Eberl torna a Sant Petersburg, on dirigeix tres exitoses interpretacions de La Creació, l'oratori de Haydn. Finalment,el 1802 la parella s'instal·la definitivament a Viena, on el compositor provarà sort -i aquest cop li sortirà bé- amb la música instrumental, camp en què la crítica i el públic el posaran a l'altura de Beethoven. Julius Wilhelm Fischer diu: "En les composicions per a piano, Beethoven i Eberl són segurament els més forts."
Però Eberl, aspirant a més, deixa de banda la composició per a piano sol i es posa amb la música de cambra, també amb èxit, com és el cas del Piano Quartet en Do Major, op. 18, que va causar sensació l'any 1803. L'any següent, el 1804, el compositor de música de cambra fa un pas més i es dona a conèixer com a compositor per a orquestra, presentant a la ciutat de Viena obres de gran èxit com van ser l'Obertura de la Reina de les Illes Negres, el Concert per a piano en Mib Major op.40, el Concert per a dos pianos i orquestra en Sib Major op.45 i la Simfonia en Mib Major op.33, aquesta darrera presentada el 7 d'abril de 1805 en el mateix concert en què s'estrena l'Heroica de Beethoven, curiosament, amb moltes semblances entre les dues peces.
Entre el 1804 i el 1805, la carrera d'Eberl arriba al seu punt més alt i queda més que reconegut el seu talent per a tots els gèneres instrumentals. De gener a juny de 1806, emprèn una gira que el portarà per l'Alemanya del nord, on difon la seva música orquestral. Així, visita Dresden i Berlín el mes de març, Leipzig a l'abril i el maig a Mannheim i Weimar. És en aquesta última ciutat on es troba amb Maria Pavlovna, germana del Tsar Alexander I, a qui de ben segur el compositor havia conegut en la seva estada a la capital russa. Pavlovna li encarrega que escrigui una sonata per a piano, la qual esdevé la seva última gran obra, la Sonata per a piano en Sol menor op.39, ja que mor l'11 de març de 1807, a l'edat de 41 anys, malalt d'escarlatina.
Eberl va ser, en vida i posteriorment, un compositor molt lligat als seus contemporanis: Mozart, Haydn i Beethoven. Com a alumne del primer i hereu musical del simfonisme del segon, les seves primeres obres comparteixen el llenguatge d'aquests compositors. Més endavant, se'l compara amb Beethoven -de fet, és l'únic compositor de Viena que li fa ombra-, sobretot en la música per a piano però també en la simfònica. Un cas n'és la Gran Sonata Característica op.12, publicada el 1802, que sembla un eco de la Patètica, amb ritmes puntejats i una introducció en Grave maestoso que preludia un Allegro agitato.

## Obra

### Per número d'opus[5]
- Op 1: Sonata per a piano en do menor (1792)
- Op 4: Sis cançons alemanyes per a soprano i piano (1796)
- Op 5: Sonatina per a piano en do major (1796)
- Op 5: Variacions en Mi bemoll sobre l'ària "Zu Steffen sprach im Traume d'Umlauf"
- Op 6: Variacions en Re Major sobre un Andantino: "Freudin saufter Herzenstriebe de Dittersdort"
- Op 7: 2 Sonatines per a piano a quatre mans, en do major i fa major (1797)
- Op 8: 3 Trios per a piano, violí i violoncel, en mi bemoll major, si bemoll major i do menor (1797)
- Op 9: 11 Variacions sobre “Ascouta Jeannette”
- Op 10: 2 Sonates en Trio per a piano, violí o clarinet, i violoncel ad libitum, en la menor i si bemoll major (1799)
- Op 11: La gloria d'Imeneo, cantata per solistes, cor i orquestra (1799)
- Op 12: Gran sonata característica per piano, en fa menor (1801)
- Op 13: 3 Quartets de corda, en mi bemoll major, re major i sol menor (1801)
- Op 14: Sonata per a piano i violí, en re menor (1801)
- Op 15: Fantasia i rondó per a piano en si bemoll major (1802)
- Op 16: Gran Sonata en do major (1802)
- Op 17: Variacions sobre un tema rus per a violoncel i piano, en do menor (1802)
- Op 18: Quartet per a piano, violí, viola i violoncel, en do major (1802)
- Op 19: Polonesa per a piano a quatre mans, en si bemoll major
- Op 20: Sonata per a piano i violí en re major (1803)
- Op 21: Capritx i rondó en mi bemoll major (1803)
- Op 23: Sis cançons per a soprano i piano (1804)
- Op 24: Polonesa en re major per a piano a quatre mans (1804)
- Op 26: Gran duo per a piano i violoncel (o violí), en la major (1804)
- Op 27: Gran Sonata en sol menor (1805)
- Op 28: Fantasia per a piano en re menor
- Op 29: Sonata per a flauta i piano en sol menor (1804)
- Op 30: Divertimento en mi bemoll major (1805)
- Op 31: Preludi seguit de VIII variacions per a dos pianos, en sol major (1804)
- Op 32: Concert per a piano i orquestra en do major (1803)
- Op 33: Simfonia en mi bemoll major (1803)
- Op 34: Simfonia en re menor (1804)
- Op 35: Sonata per a violí i piano en si bemoll major (1805)
- Op 36: Gran Trio per a clarinet, violoncel i piano en mi bemoll major
- Op 39: Gran Sonata en sol menor (1806)
- Op 40: Concert per piano i orquestra en mi bemoll major (v. 1803)
- Op 41: Quintet per a clarinet, violí, 2 violes i piano, en sol menor (1801)
- Op 42: Capritx i rondó per a piano a quatre mans, en re major (1803)
- Op 43: Gran Sonata en do major (1806)
- Op 44: Popurri en Trio per a piano, clarinet i violoncel (1803)
- Op 45: Concert per a dos pianos i orquestra en si bemoll major (v. 1803)
- Op 46: Tocata per a piano en do menor (1806)
- Op 47: Sextet per a piano, violí, viola, trompa i clarinet, en si bemoll major (1796)
- Op 48: Quintet per a piano, oboè, violí, viola i violoncel, en do major (1805)
- Op 49: Sonata per a violí i piano en fa major (1792)
- Op 50: Sonata per a vioí i piano en si bemoll major (1795)

### Catàleg "Won" o sense catàleg[5]

#### Òperes
- Les Bohémiens (Die Zigeuner), òpera còmica en tres actes (Won 22, 1781) (perduda)
- Graf Balduin, òpera còmica en dos actes (Won 20, 1785) (perduda)
- Die Marchande des Modes, Singspiel en tres actes (Won 19, no més tard del 1787)
- Die Hexe Megäre (Won 21, 1790) perduda
- Pyramus und Thisbe, melodrama en un sol acte (Won 23, 1794)
- Der Tempel der Unsterblichkeit, pròleg al·legòric (Won 24, 1799), perduda
- Die Königin der schwarzen Inseln, Zauberoper en dos actes (Won 1, 1801)
- Erwine von Steinheim, paròdia en tres actes (Won 25, 1801)

#### Altres
- Tema, variacions i rondó pastoral per a arpa
- Variacions sobre “Bei Mannern" de la Flauta màgica, per a piano (Won 3)
- Variacions sobre “Zu Steffen sprach im Träume” (Won 2)
- Variacions sobre “Freudin sanfter Herzenstriebe" (Won 4)
- Concert per a flauta de bec i orquestra en sol major
- Concert per a piano i orquestra en si bemoll major (Won 9, 1793)
- Simfonia en re major (Won 5)
- Simfonia en sol major (Won 6)
- Simfonia en do major (Won 7)
- Quartet per a piano i cordes en sol menor (1804)
- Bei Mozart's Grabe, cantata per a solistes, cor i orquestra (Won 8, 1791)
- In questa tomba oscura, arieta per a veu i piano (Won 10, 1807)